# Брандт Карл Карлович
Карл Карлович Брандт (23 серпня 1896, Рига, Ліфляндська губернія, Російська імперія — 9 березня 1937, Москва, РРФСР, СРСР) — радянський український партійний і господарський діяч, організатор вищої освіти. Учасник громадянської війни в Росії. Директор Харківського інституту радянського будівництва і права у 1930—1931 роках. Репресований у 1937 році, реабілітований у 1956 році.

## Життєпис
Народився 23 серпня 1896 року в Ризі в сім'ї німецького робітника. Батьки Брандта померли, коли він був ще дитиною, і Карл ріс у притулку. Трудову діяльність розпочав на одному із заводів Риги. Під час Першої світової війни, в період німецької окупації рідного міста, вступив до революційного руху. Служив у лавах 1-ї латиської стрілецької дивізії, яка входила до складу Червоної армії. Брав участь у громадянській війні в Росії.
У 1920 році вступив до РКП(б) (з 1925 року — ВКП(б)). У 1923 році Карл Брандт дістав направлення на робітничий факультет у Харківський інститут народного господарства. У цьому інституті здобув вищу освіту. Поєднував навчання у виші з роботою в Народному комісаріаті освіти Української РСР. У 1924—1926 роках був проректором Харківського інституту народного господарства, а з 1930 по 1931 рік Брандт очолював новостворений на базі правового факультету вишу Харківський інститут радянського будівництва і права. З жовтня 1933 по березень 1935 займався партійною роботою на посаді першого секретаря Ленінського районного комітету ВКП(б) Харків. У 1934 році був делегатом XVII з'їзду ВКП(б), який пізніше став відомий як «З'їзд розстріляних». До 1936 року працював керівником Харківської контори «Союззаготпостач».
За різними даними, виключений з ВКП(б) в 1936 або 1937 році. Дані про арешт Брандта також різняться. Згідно з книгою пам'яті «Реабілітовані історією. Харківська область», його заарештовано 5 березня 1936 року «за контрреволюційну троцькістську діяльність», яку кваліфікували як злочин, передбачений ст. 548 і ч. 1 ст. 5410 Кримінального кодексу Української РСР 1927 року. Водночас дослідник І. С. Ніколаєв стверджує, що Брандта заарештували 1937 року за звинуваченням у злочинах, передбачених ст. 548 і 5411 КК УРСР 1927 року.
8 березня 1937 року Військова колегія Верховного Суду СРСР, ухвалила вирок, у якому визнала Карла Карловича Брандта винним у скоєнні злочинів, передбачених ст. 548 і ст. 5411 КК УРСР 1927 року, і засудила його до найвищої кари (розстрілу) з конфіскацією всього особистого майна. Його розстріляли наступного дня після оголошення вироку в Москві. 8 грудня 1956 Військова колегія Верховного Суду СРСР переглянула свій вирок щодо Карла Брандта, і у зв'язку з нововідкритими обставинами скасувала його, а справу щодо Брандта через відсутність складу злочину припинили.